# Wilczyca (gromada)
Wilczyca – dawna gromada.
Gromadę Wilczyca siedzibą GRN w Wilczycy utworzono w powiecie łęczyckim w woj. łódzkim, na mocy uchwały nr 32/54 WRN w Łodzi z dnia 4 października 1954. W skład jednostki weszły obszary dotychczasowych gromad Fułki, Wilczyca, Wilków i Zdrzychów ze zniesionej gminy Dalików oraz obszar dotychczasowej gromady Kałów ze zniesionej gminy Poddębice w tymże powiecie. Dla gromady ustalono 9 członków gromadzkiej rady narodowej.
1 stycznia 1956 gromada weszła w skład nowo utworzonego powiatu poddębickiego w tymże województwie.
31 grudnia 1959 z gromady Wilczyca wyłączono wieś i kolonię Zdrzychów włączając je do gromady Dalików, po czym gromadę Wilczyca zniesiono, a jej (pozostały) obszar włączono do nowo utworzonej gromady Kałów.